# Turac de Knysna

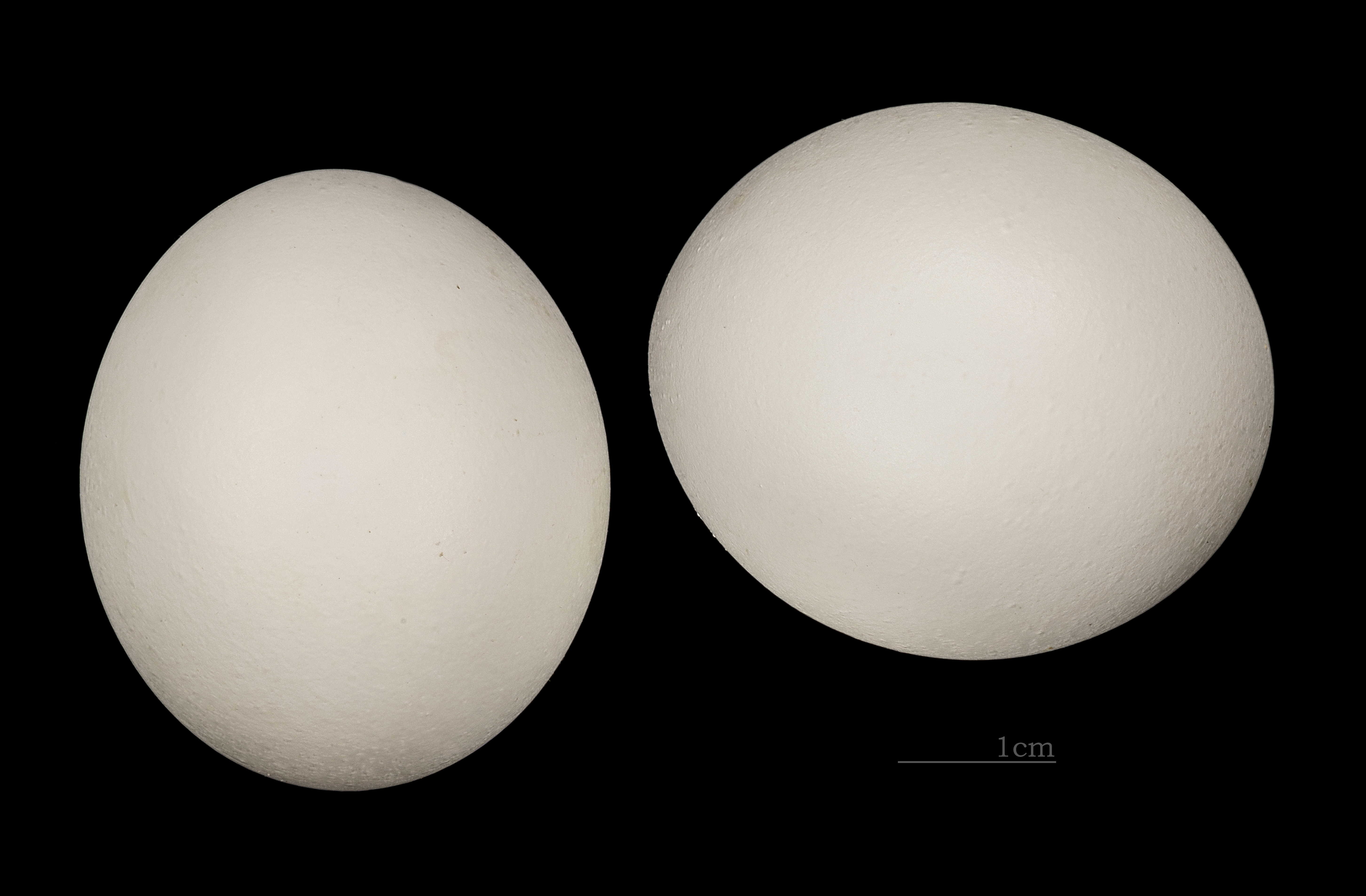
Tauraco corythaix

El turac de Knysna (Tauraco corythaix) és una espècie d'ocell de la família dels musofàgids (Musophagidae) que habita la selva humida d'una banda que travessa nord-est, est i sud de Sud-àfrica.